# Universität Tibiscus
Die Universität Tibiscus (rumänisch Universitatea „Tibiscus“) ist eine Universität in privater Trägerschaft mit Sitz in der westrumänischen Stadt Timișoara.
Die Universität hat acht Fakultäten, jede von ihnen mit ihrer eigenen Infrastruktur. Die Abteilungen, die Verwaltung und die Bibliothek liegen in drei Gebäuden auf dem Campus in der Nähe der Stadtmitte Timișoaras.
Die Universitätsbibliothek mit drei Lesesälen verfügt über 60.000 Buchbände und digitale Medien. Die Lehranstalt besitzt außerdem eine Ausstellungshalle, sowie ein eigenes „Radio Campus – 100 FM“, welches rund um die Uhr sendet und eine Universitätszeitung mit dem Namen Tibiscus herausgibt. Sie ist Mitglied in der European University Association.

## Fakultäten
- Informatik
- Design-Wissenschaft
- Sportwissenschaft
- Journalismus, Kommunikation und Moderne Sprache
- Musikwissenschaft
- Psychologie
- Wirtschaftswissenschaft